# SP-165
A SP-165 é uma rodovia transversal do estado de São Paulo, administrada pelo Departamento de Estradas de Rodagem do Estado de São Paulo (DER-SP).

## Denominações
Recebe as seguintes denominações em seu trajeto:
Nome:	Expedito José Marazzi, Rodovia
- De - até:	Juquiá - Sete Barras
- Legislação: LEI 7.512 DE 19/09/91

Nome:	Benedito Pascoal de França, Rodovia
- De - até:	Sete Barras - Eldorado - Iporanga
- Legislação: LEI 11.407 DE 08/07/2003

Nome:	Antônio Honório da Silva, Rodovia
- De - até:	Iporanga - Apiaí - SP-250
- Legislação: LEI 10.912 DE 04/10/2001

## Descrição
Principais pontos de passagem: Juquiá - Sete Barras - Eldorado - Iporanga - Apiaí (SP 250)

## Características

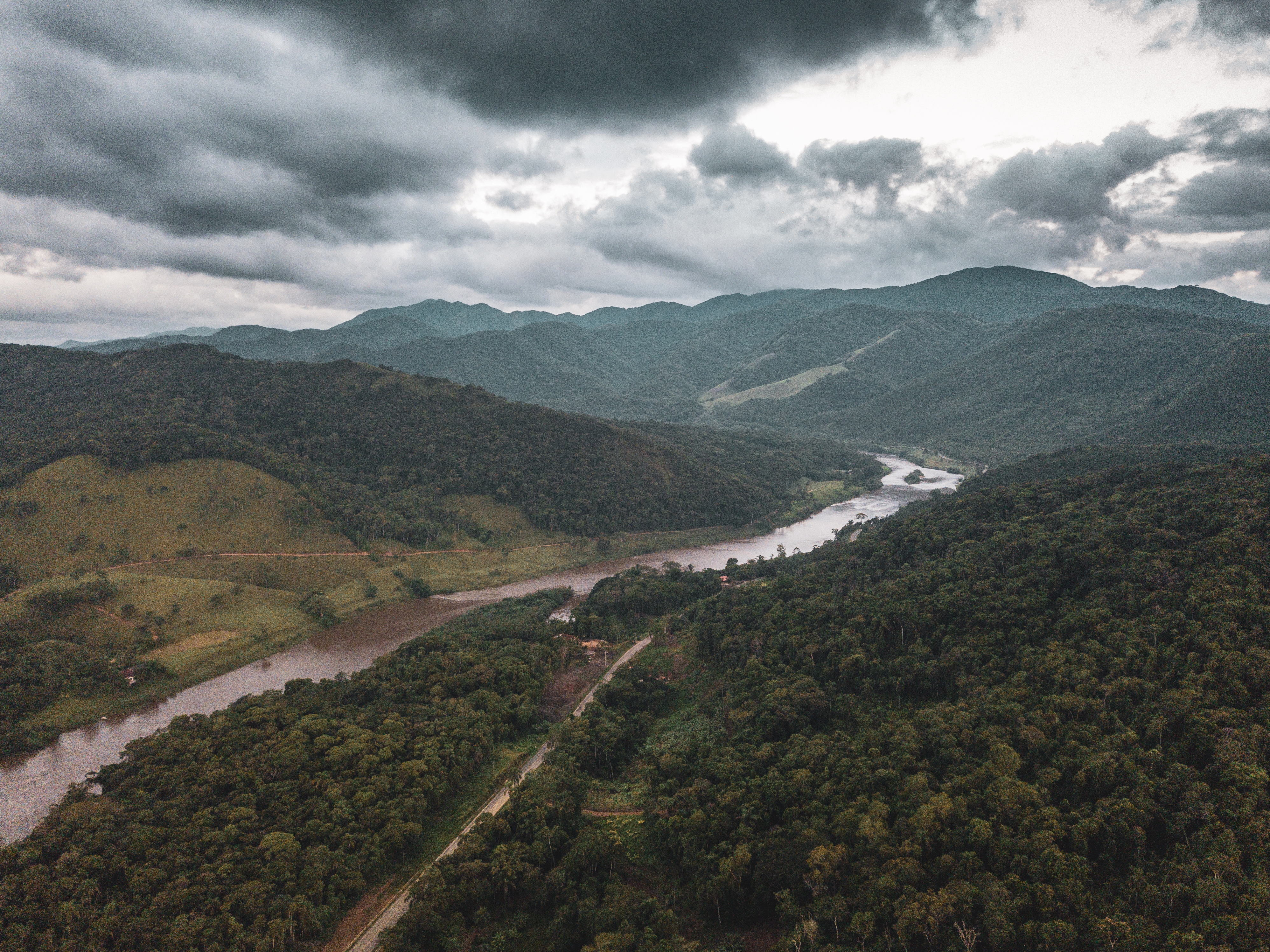
Trecho da SP-165 em Iporanga.

### Extensão
- Km Inicial: 0,000 em Juquiá.
- Km Final: 184,580 em Apiaí.

Ao longo da rodovia estão extensas áreas de plantações de bananas, Unidades de Conservação da Natureza, cavernas e populações quilombolas. Passa sobre o Rio Ribeira na cidade de Eldorado e Iporanga. 

### Localidades atendidas
- Juquiá
- Sete Barras
- Eldorado
- Iporanga
- Apiaí
- Caverna do Diabo pela rodovia de acesso SPA 111/165